# Блаховський Константи Антоні
Блаховський Константи Антоні — (*20 лютого 1849 — †18 квітня 1921) — польський критик і перекладач. За професією лікар. Популяризатор української літератури.
У статті «Тарас Шевченко як громадянин і русинсько-український поет» (двотижневик «Відлуння з Покуття», 1884, № 1,4-6) з захопленням висловився про твори «Гамалія», «Катерина», Мені однаково, чи буду", «Сестрі», навів уривки з них у власному перекладі. Згодом з незначними змінами цю статтю було передруковано в газеті «Львівський кур'єр» (1887, № 142-146).
На початку 1891 року виступив у Станіславі з доповіддю про Тараса Шевченка. Газета «Станіславський кур'єр» (1891, № 251) надрукувала про доповідь розгорнуту інформацію, в якій наведено повністю або уривки творів «Мені однаково, чи буду», «Неофіти», «Сестрі», «За байраком байрак», «І золотої, і дорогої» в перекладі Блаховського. Тільки переклад вірша «Сестрі» близький до оригіналу, решта — переспіви, в яких значно змінено розміри. В статтях та інформації є неточності щодо біографії поета.